# ماریو هاس
ماریو هاس (آلمانی: Mario Haas؛ زادهٔ ۱۶ سپتامبر ۱۹۷۴) یک بازیکن فوتبال اهل اتریش است.
از باشگاه‌هایی که در آن بازی کرده‌است می‌توان به استراسبورگ، جف یونایتد ایچیهارا چیبا، و باشگاه فوتبال اشتورم گراتس اشاره کرد.
وی همچنین در تیم ملی فوتبال اتریش بازی کرده است.